# A magyar labdarúgó-válogatott mérkőzései 1915-ben
A magyar labdarúgó-válogatottnak 1915-ben négy mérkőzése volt, mind Ausztria ellen, váltakozó sikerrel: kétszer Ausztria, kétszer Magyarország csapata győzött.
Szövetségi kapitány: 
- Minder Frigyes

## Eredmények
| 54. mérkőzés 1915. május 2. | Magyarország                    | 2 – 5             | Ausztria                                          | MTK-pálya, Budapest Nézőszám: 16 000 Játékvezető: Schubert Ferenc (HUN) |
| 54. mérkőzés 1915. május 2. | Sedlacek 44' (öngól) Pataki 71' | (1 – 2) Részletek | Studnicka 26' 46' Kuthan 36' Hoel 55' Ehrlich 87' | MTK-pálya, Budapest Nézőszám: 16 000 Játékvezető: Schubert Ferenc (HUN) |

| 55. mérkőzés 1915. május 30. | Ausztria     | 1 – 2             | Magyarország            | WAC-Platz, Bécs Nézőszám: 8 000 Játékvezető: Wilhelm Schmieger (AUT) |
| 55. mérkőzés 1915. május 30. | Swatosch 80' | (0 – 2) Részletek | Schlosser 5' Borbás 22' | WAC-Platz, Bécs Nézőszám: 8 000 Játékvezető: Wilhelm Schmieger (AUT) |

| 56. mérkőzés 1915. október 3. | Ausztria                     | 4 – 2             | Magyarország                 | WAC-Platz, Bécs Nézőszám: 1 200 Játékvezető: Heinrich Retschury (AUT) |
| 56. mérkőzés 1915. október 3. | Heinzl 20' 26' Bauer 65' 85' | (2 – 1) Részletek | Schlosser 14' Kertész II 52' | WAC-Platz, Bécs Nézőszám: 1 200 Játékvezető: Heinrich Retschury (AUT) |

| 57. mérkőzés 1915. november 7. | Magyarország                                          | 6 – 2             | Ausztria                 | FTC-pálya, Budapest Nézőszám: 12 000 Játékvezető: Oláh Aladár (HUN) |
| 57. mérkőzés 1915. november 7. | Kertész II 7' Schaffer 21' 75' 90' Tóth-Potya 58' 76' | (2 – 1) Részletek | Kuthan 25' Studnicka 80' | FTC-pálya, Budapest Nézőszám: 12 000 Játékvezető: Oláh Aladár (HUN) |

## Lásd még
- A magyar labdarúgó-válogatott mérkőzései (1902–1929)
- A magyar labdarúgó-válogatott mérkőzései országonként